# Marco Meoni
Marco Meoni, detto Meo (Padova, 25 maggio 1973), è un ex pallavolista italiano.
Giocava nel ruolo di palleggiatore.

## Carriera

### Club

Meoni alla Lube nel 2002

Esordisce in Serie A1 nella stagione 1989-90 con la Petrarca Pallavolo: con la squadra della sua città vince il suo primo trofeo, la Coppa CEV 1993-94. Dopo un campionato alla Gabeca Pallavolo, dal 1996 al 2003 gioca per l'Associazione Sportiva Volley Lube, dove vince una Coppa CEV, una Champions League e due Coppe Italia (2000-01 e 2002-03). Viene quindi ingaggiato per la stagione 2003-04 dalla Pallavolo Padova, dove rimane un solo anno prima di passare al Ducato Volley per quello successivo.
Nel biennio dal 2005 al 2007 è tesserato della Trentino Volley, per poi approdare alla Pallavolo Piacenza a partire dall'annata 2007-08 dove rimane tre anni conquistando uno scudetto e una Supercoppa italiana.
Nonostante l'offerta di guidare il Club Italia in Serie A2, nella stagione 2010-11 decide di proseguire la sua carriera in massima serie con la maglia della formazione del New Blu Volley: l'inizio dell'esperienza con la squadra scaligera coincide con un periodo di difficoltà psicologica per l'atleta, soggetto a depressione ed attacchi di panico che gli impediscono di scendere in campo.
Superata la fase negativa, riprende il suo posto in campo, festeggiando il 22 dicembre 2012 le 600 partite in serie A (tra regular season, play-off e Coppa Italia). Al termine del campionato 2012-13 annuncia il proprio ritiro per dedicarsi all'attività di imprenditore.
A gennaio 2015, tuttavia, ritorna alla pallavolo giocata, ingaggiato dalla Pallavolo Piacenza dove va a rimpiazzare il partente Valerio Vermiglio, terminando la stagione 2014-15 nella doppia veste di atleta e di collaboratore tecnico di Marco Camperi, promosso primo allenatore in seguito all'esonero di Andrea Radici.

### Nazionale
Dopo la conquista del Campionato europeo maschile under 20 di pallavolo 1992, esordisce in Nazionale a L'Avana il 28 aprile 1994 in un match contro Cuba, terminato con la sconfitta degli azzurri per 3 a 1, conquistando già l'anno successivo i primi trionfi (World League ed Europei). Prende parte della spedizione olimpica ad Atlanta 1996, dove la nazionale italiana viene sconfitta in finale contro i Paesi Bassi. Negli anni successivi conquista la World League 1997 (a cui faranno seguito quelle del 1999 e del 2000), il Mondiale 1998, gli Europei 1999 e 2003, intervallati nel 2000 dal bronzo alle Olimpiadi di Sydney.

## Palmarès

### Club
- Campionato italiano: 1

2008-09
- Coppa Italia: 2

2000-01, 2002-03
- Supercoppa italiana: 1

2009
- CEV Champions League: 1

2001-02
- Coppa CEV: 2

1993-94, 2000-01

#### Nazionale (competizioni minori)
- Campionato europeo maschile under 20 di pallavolo: 1

1992

### Premi individuali
- 2003 - World League: Miglior palleggiatore
- 2008 - Champions League: Miglior palleggiatore